# Tratado de Aquisgrán (1748)
El segundo Tratado de Aquisgrán (en francés Traité d'Aix-la-Chapelle), firmado en 1748, puso fin a la guerra de sucesión austriaca iniciada en 1740. Las negociaciones comenzaron en Aquisgrán (entonces una ciudad imperial libre dentro del Sacro Imperio Romano Germánico) el 24 de abril y el acuerdo se suscribió finalmente el 18 de octubre. Los principales negociadores fueron Gran Bretaña y Francia, quienes habían dirigido los dos bandos enfrentados en la guerra, y las Provincias Unidas de los Países Bajos.
El Tratado preservó el derecho de la emperatriz María Teresa I a sus posesiones austríacas, pero la Casa de Habsburgo se vio debilitada por la retención de Silesia por parte del Reino de Prusia. Por otra parte, el documento no resolvió la pugna por el comercio de las colonias entre franceses y británicos, por lo que no condujo a una paz duradera. Sin embargo, el Tratado confirmó el dominio de los Habsburgos austriacos sobre Italia.

## Antecedentes

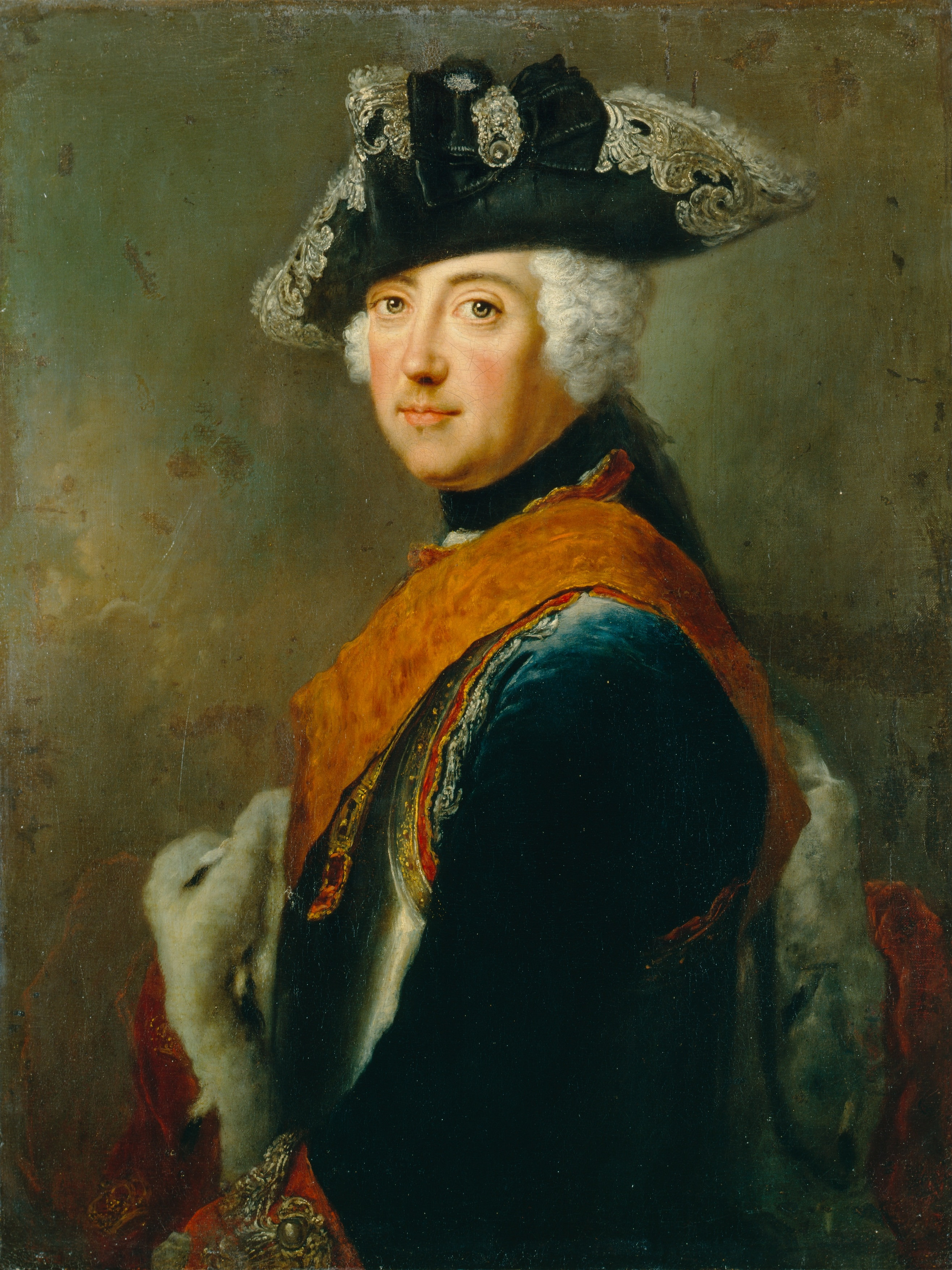
Federico II en la época de la guerra de sucesión austriaca, tras la cual Prusia, bajo su liderazgo, emergió como una potencia europea.

Francia y Gran Bretaña comenzaron las conversaciones de paz bilaterales en agosto de 1746 en Breda, pero estas se retrasaron debido a las esperanzas británicas de mejorar su posición en Flandes. En otra parte, Austria hizo las paces con Prusia en el Tratado de Dresde de diciembre de 1745, mientras que a fines de 1746, su guerra con España en el norte de Italia llegó a un punto muerto. El esposo de María Teresa, Francisco, fue nombrado emperador del Sacro Imperio Romano en septiembre de 1745 y su derecho a la Monarquía de los Habsburgo fue reconocido por los otros demandantes. Como los Países Bajos austríacos no se consideraban una posesión estratégica, María Teresa había logrado sus principales objetivos de guerra y quería la paz para reestructurar su administración y ejército, y luego recuperar Silesia.
A pesar de las victorias en los Países Bajos, a lo largo de 1746 el ministro de Finanzas, Jean-Baptiste de Machault de Arnouville, advirtió repetidamente sobre el catastrófico estado de las finanzas francesas. El bloqueo naval británico provocó el colapso de los recibos de aduanas y la grave escasez, especialmente entre los pobres, que confiaban en el bacalao de Terranova como fuente de alimentos barata. Después de sus pérdidas en el cabo Finisterre en octubre, la armada francesa ya no podía proteger sus colonias o sus rutas comerciales.
Según la convención británico-rusa de noviembre de 1747, un cuerpo ruso de 30 000 tropas llegó a Renania en febrero de 1748; aunque tomaron Maastricht en mayo, la posición francesa apenas resultó afectada. Sin embargo, la falta de progreso en Flandes y la oposición interna en Gran Bretaña al costo de subsidiar a sus aliados, llevó a los británicos a buscar terminar la guerra; tanto Francia como Gran Bretaña estaban preparadas para imponer términos a sus aliados si fuera necesario, pero prefirieron evitar dejarlos caer haciendo un tratado de paz por separado.
Para lograr esto, Francia, Gran Bretaña y las Provincias Unidas firmaron un tratado preliminar el 30 de abril de 1748, con condiciones para una paz general, incluido el regreso de los Países Bajos austríacos, los fuertes de la barrera neerlandesa, Maastricht y Bergen op Zoom. También garantizaron la cesión austriaca de Silesia a Prusia, así como los ducados de Parma, Plasencia y Guastalla a Felipe. Ante la amenaza de deber continuar la guerra por su cuenta, Austria, Cerdeña, España y Génova se adhirieron al tratado.

## Cláusulas del tratado
- La mayoría de las conquistas realizadas durante la contienda fueron restituidas a sus dueños originales. El Gobierno francés se comprometió a evacuar los Países Bajos Austríacos y devuelve las plazas holandesas que había ocupado durante la contienda Maastricht y Bergen op Zoom, además de devolver Madrás, en la India, a los británicos. Estos, por su parte, devolvieron la fortaleza de Luisburgo (Cabo Bretón, Canadá) a los franceses.
- La emperatriz María Teresa I de Austria y el rey Carlos Manuel III de Saboya y Cerdeña cedieron los ducados de Parma, Plasencia y Guastalla, en el norte de Italia, a Felipe, hijo del rey Felipe V de España e Isabel de Farnesio, conservando sin embargo el derecho de reversión sobre ellos en caso de extinción de la línea borbónica de Felipe o de su establecimiento en otro de los principales dominios de la familia. Los territorios al oeste de Lombardía de Angera, Vigevano, Voghera y Bobbio fueron entregados al rey Carlos Manuel III.
- Las fronteras del Ducado de Módena y la República de Génova fueron restauradas en su trazado original.
- España revalidó con Gran Bretaña el derecho de asiento y el permiso a este país para enviar un barco mercante al año a la América española. Ambos puntos habían sido acordados previamente el 16 de marzo de 1713 en el Tratado de Utrecht.

## Significación

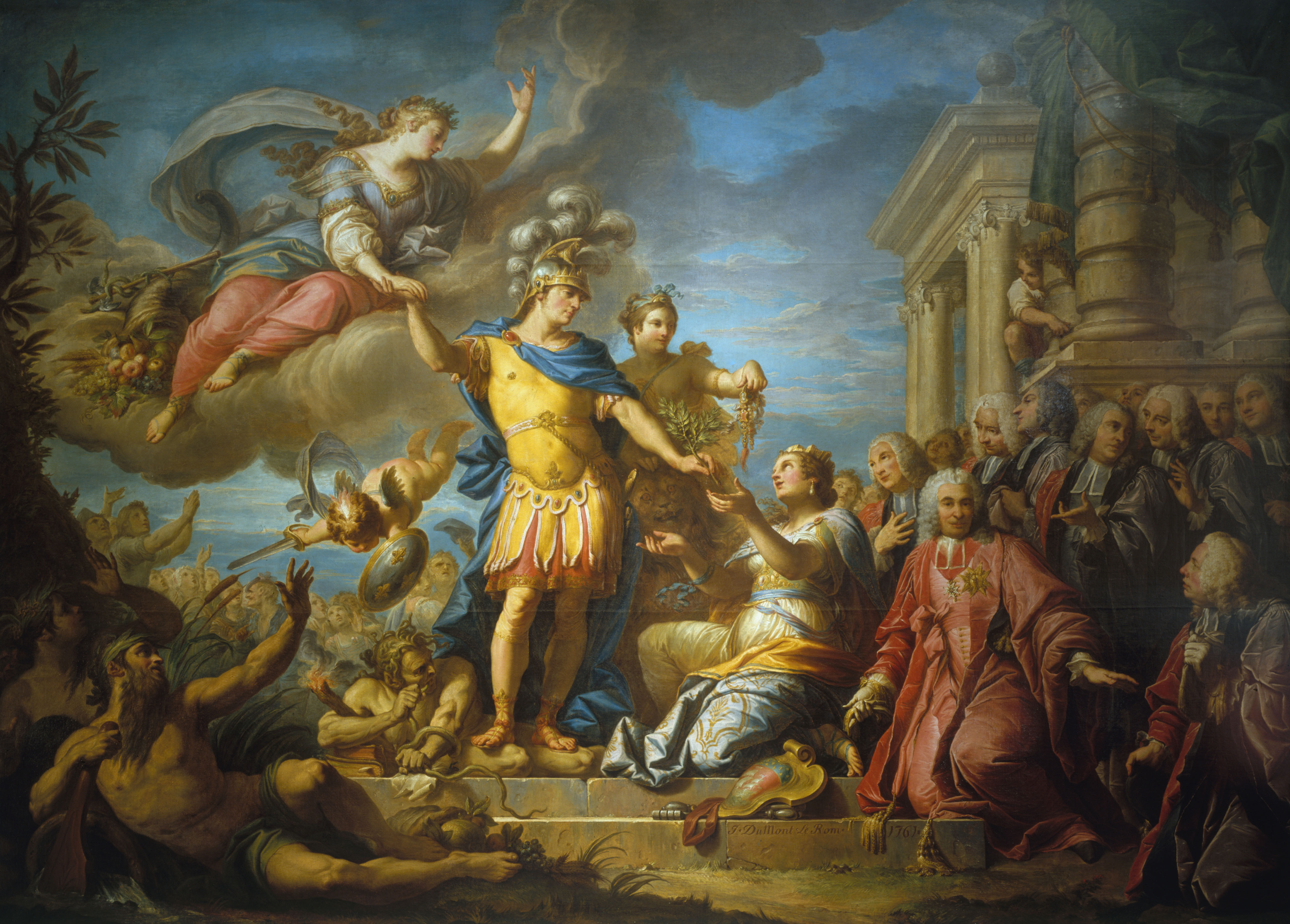
Alegoría del Tratado de Aquisgrán, obra de Jacques Dumont (1761).

La mayor parte del tratado se limitó a estipular una vuelta al statu quo ante bellum. Sin embargo hubo excepciones. España ganó algunas posesiones en Italia y, sobre todo, Prusia retuvo la provincia de Silesia. Además, el equilibrio de poder cambió, ya que si bien el Imperio de los Habsburgo había demostrado resistencia y sobrevivió, Prusia emergió como una gran potencia en los asuntos europeos.
Aunque aseguró la paz en Italia (algo a lo que también contribuyó la llegada al trono español de Fernando VI, mucho menos interesado en recuperar la antigua Italia española de su padre), el tratado no terminó con la rivalidad entre Francia y Gran Bretaña en la India y América del Norte, que volvería a estallar en la guerra de los Siete Años (1756-1763).
El tratado creó un especial descontento en Francia, donde se había dado por sentado que los Países Bajos Austriacos serían anexionados al país después de haber sido conquistados en una brillante campaña militar dirigida por el conde Mauricio de Sajonia. Su restitución a la Corona Austríaca dio lugar a la popularización del dicho bête comme la paix ("estúpido como la paz").
Por su parte, España y Gran Bretaña llegaron a un nuevo acuerdo en Madrid el 5 de octubre de 1750, que eliminó el Derecho de Asiento a cambio de una indemnización de 100 000 libras.